# Marketing sportowy

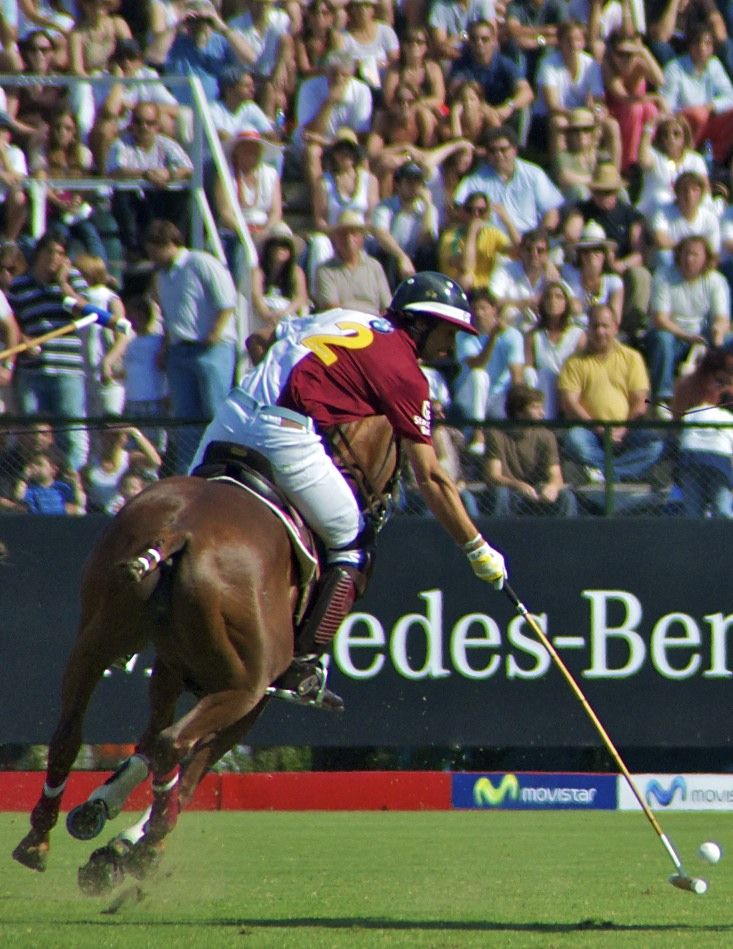
Marketing sportowy

Marketing sportowy – zastosowanie narzędzi marketingowych do produktów i usług sportowych oraz marketingu niezwiązanych ze sportem produktów poprzez tworzenie związku ze sportem. Niektórzy uznają, że ta definicja jest trochę przestarzała i dodają do niej także marketing organizacji sportowych. Marketing sportowy dzieli się na:
- Marketing poprzez sport – marketing produktów wykorzystujący wydarzenia sportowe, ligi, drużyny lub sportowców.
- Marketing sportu – marketing sportu jako takiego, najczęściej marketing wydarzeń lub organizacji sportowych.[1]

W marketingu sportowym, ze względu na fakt, że posiada cechy usług (niematerialność, nierozłączność, różnorodność oraz brak możliwości przechowywania) poza tradycyjnym 4P (produkt, cena, promocja, dystrybucja) używa się także dodatkowych 4P: planowanie (ang. planning), otoczka (ang. packaging), pozycjonowanie (ang. positioning), odczucia zmysłowe (ang. perception). Całość 8P jest nazywana „sportowym marketingiem-mix”.

## Marketing poprzez sport
Biorąc pod uwagę duże zainteresowanie różnymi sportami, a także emocje jakie wywołuje uczestnictwo w wydarzeniach sportowych, firmy są bardzo zainteresowane promocją swoich produktów poprzez sponsoring sportu. Przykłady:
- Sponsorowanie lig, np. Tauron Basket Liga
- Sponsorowanie drużyn, np. Red Bull Salzburg
- Sponsorowanie sportowców (także emerytowanych), np. Robert Lewandowski jako twarz Gillette
- Reklama TV podczas relacji z wydarzenia, np. reklamy w trakcie Super Bowl

## Marketing sportu
Ten typ marketingu wykształcił się trochę później niż marketing poprzez sport. W ostatnich latach zyskuje coraz bardziej na znaczeniu, czego dowodem jest rosnąca liczba wydarzeń zorientowanych na pozyskanie nowych kibiców. Przykładem tego typu imprez sportowych jest NBA Europe Live Tour albo wyjazdy czołowych piłkarskich zespołów z Europy na mecze sparingowe na inne kontynenty.